# Levuka
Levuka est une ville située sur la côte est de l'île d'Ovalau, aux Îles Fidji. Elle est la capitale de la province de Lomaiviti, et fut la capitale des Îles Fidji de 1874 à 1882.

## Historique
Levuka fut fondée par des colons blancs dans les années 1820, et son économie se développa grâce à la production de coton dans les années 1860. Lorsque les Fidji furent annexées par l'Empire britannique en 1874, la ville devint la capitale de la colonie. Elle ne conserva ce statut que pendant huit ans, avant que Suva ne soit proclamée la nouvelle capitale.
Levuka aujourd'hui a une population de 4290 personnes (estimation 2007). Son économie repose sur le traitement du thon apporté principalement par des navires japonais, sud-coréens et taïwanais.
En juin 2013, la ville est inscrite au patrimoine mondial par l'UNESCO, devenant le premier site fidjien ainsi classé. L'UNESCO cite son « paysage unique », et décrit la Levuka comme un « exemple remarquable d’installation portuaire coloniale dans le Pacifique, [qui] reflète l’intégration des traditions locales de construction » par les Britanniques.

## Images

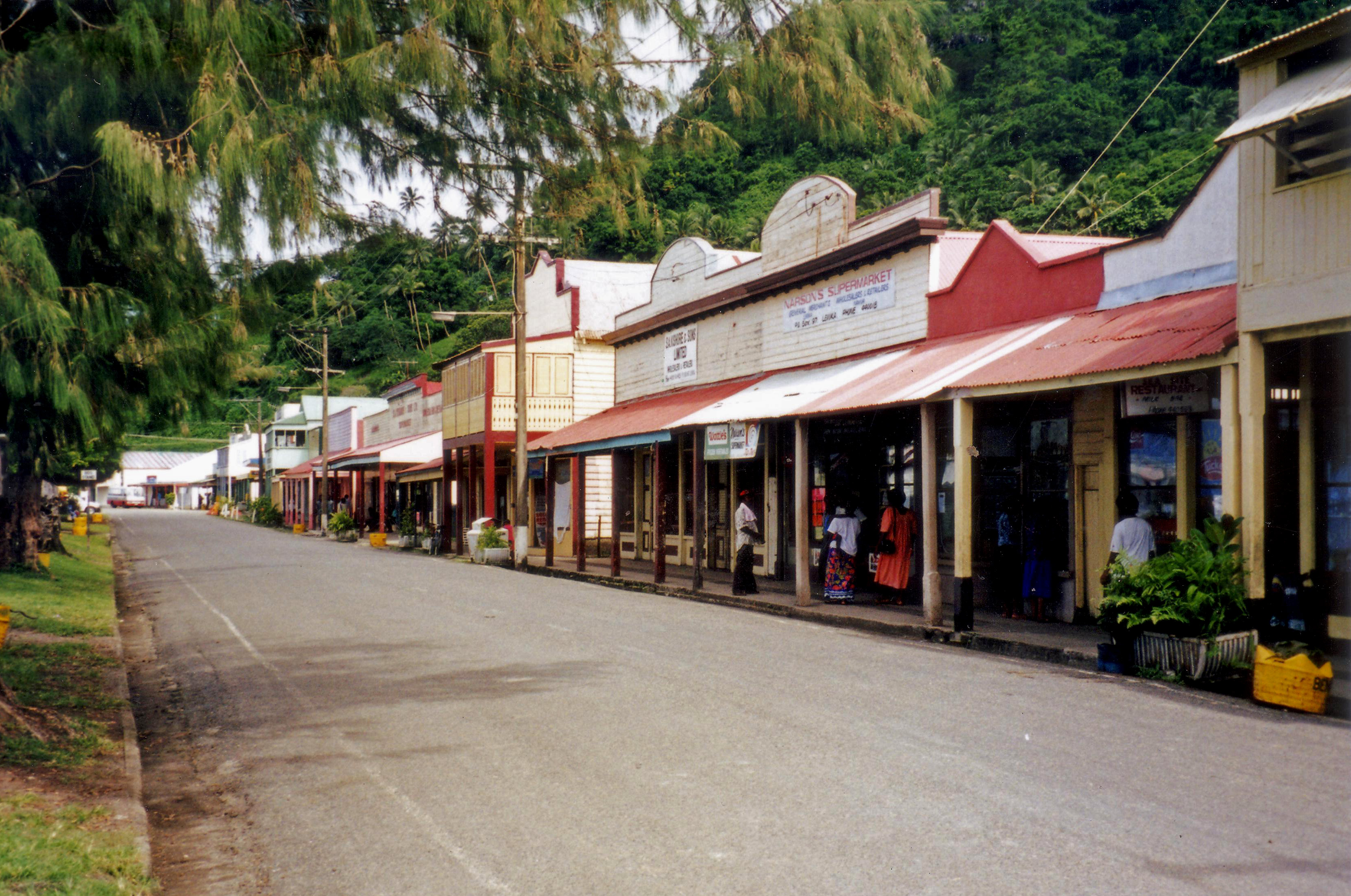
Beach Street, la grande rue, face à la plage.
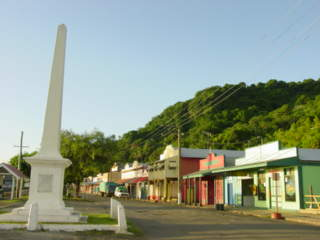
Mémorial de guerre sur Beach Street.
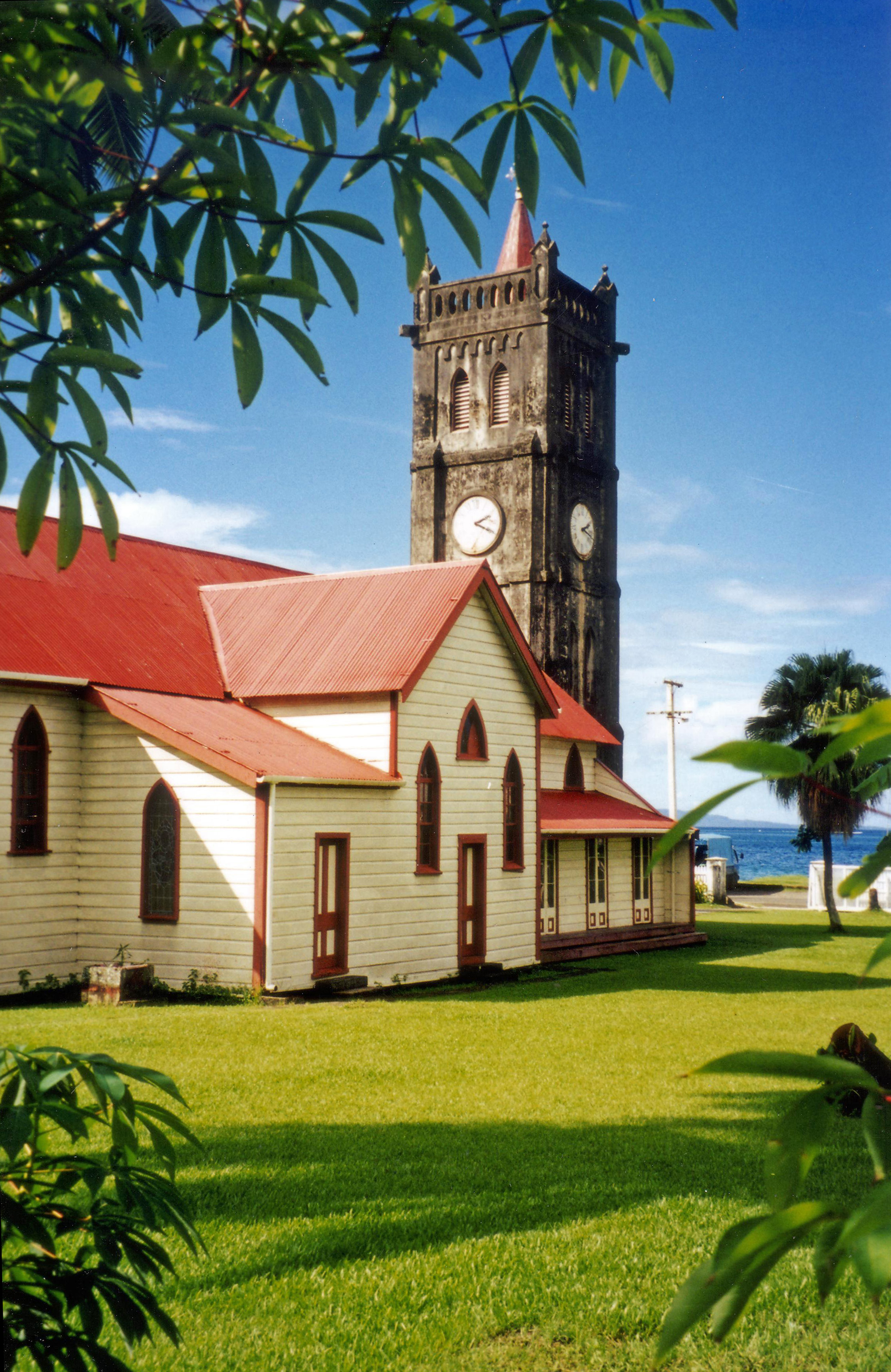
Église.

## Économie
Un aérodrome dessert l'île.